# Oleg Efrim
Oleg Efrim (n. 7 noiembrie 1975, Cornești) este un jurist și om politic din Republica Moldova, Ministru al Justiției al Republicii Moldova între 6 mai 2011 și 10 decembrie 2014, după ce la înlocuit pe Alexandru Tănase (2009 - 2011).

## Biografie

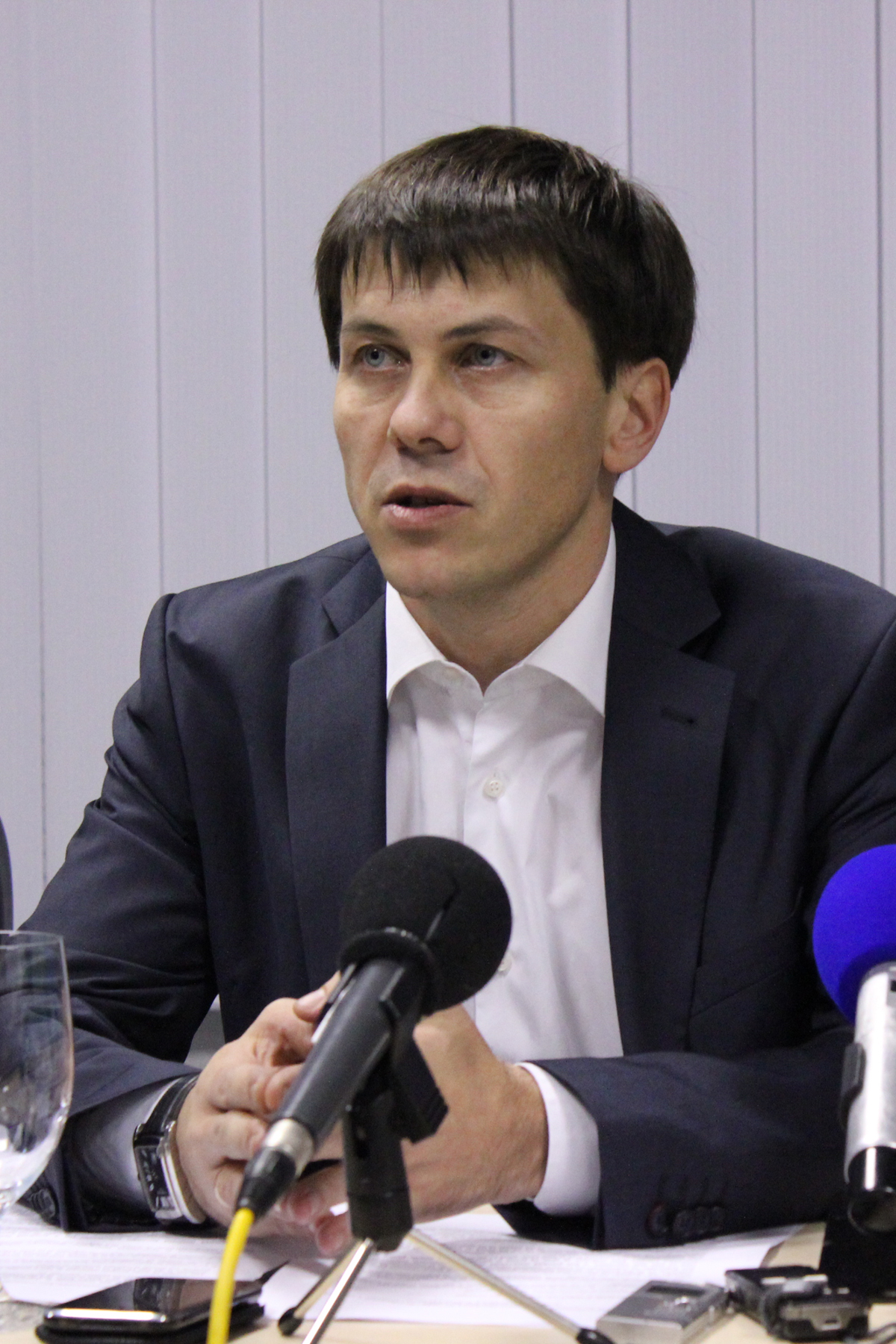

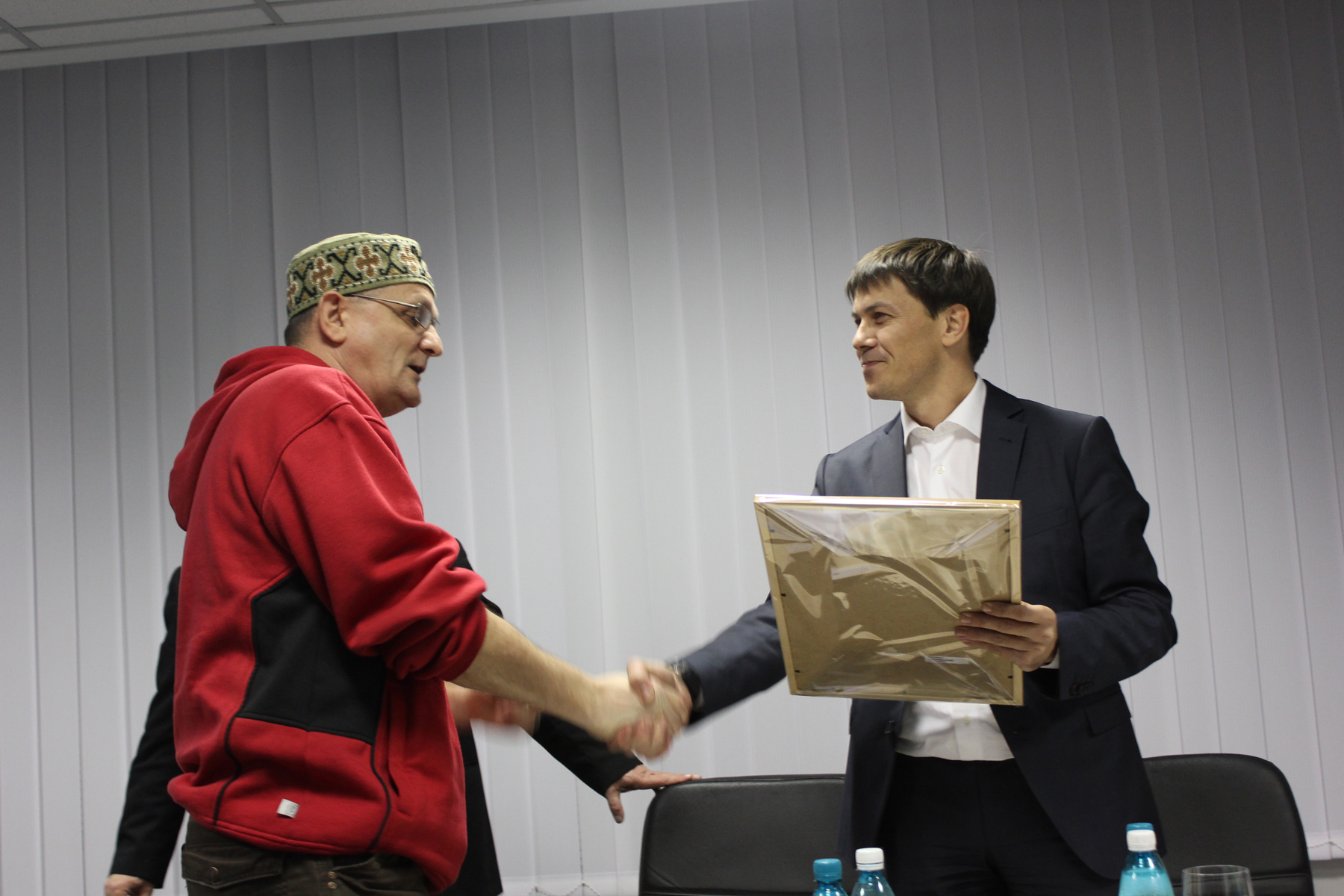
Oleg Efrim și Vasile Botnaru, 2011

Oleg Efrim s-a născut pe 4 noiembrie 1975 în satul Cornești, raionul Ungheni, RSS Moldovenească, URSS, în acte însă figurează data de 7 noiembrie. În anul 1997 a absolvit Facultatea de Drept a Universității de Stat din Moldova, iar începând cu luna septembrie a aceluaiși an este lector universitar la Universitatea de Stat (Drept civil) și avocat. Între 2002 și 2008 a fost avocat-partener la biroul asociat de avocați "Avornic&Partenerii". Între octombrie 2008 - noiembrie 2009 a fost avocat parlamentar (Ombudsman) al Republicii Moldova la Centrul pentru drepturile omului. Din noiembrie 2009 până în mai 2011 a fost viceministru al Justiției Republicii Moldova La 6 mai 2011, prin Decretul Președintelui Republicii Moldova nr. 124, a fost numit Ministru al Justiției al Republicii Moldova.
Pentru alegerile parlamentare din 30 noiembrie 2014 din Republica Moldova Oleg Efrim nu a fost inclus în lista candidaților PLDM la funcția de deputat.
Pe 10 decembrie 2014, în urma validării scrutinului, Guvernul Leancă cu Efrim în componența sa și-a dat demisia, respectând procedura tehnică prevăzută de lege. Pe 16 decembrie 2014, Oleg Efrim a declarat că nu-și mai dorește funcția chiar dacă ar primi din partea partidului oferta de a rămâne în acest fotoliu și în următorul guvern.
Oleg Efrim este căsătorit cu Violeta Marian (n. 23 februarie 1980), o cântăreață care împreună cu sora ei Nona, au format în trecut trupa „Fresh”. Cei doi au împreună un băiat pe nume Paul.